# 마리오 시리즈의 비디오 게임 목록
마리오 시리즈의 연도별 목록이다. 이 목록에는 마리오 시리즈에 속하는 게임 뿐만 아니라 마리오가 등장하는 다른 시리즈 작품이 포함되어 있다. 연도는 최초 발매 연도를 가리킨다. 버추얼 콘솔 발매를 제외한 타 기기 이식작 및 번들 게임 등이 포함되어 있다.
| 제목                                        | 연도 | 게임기               | 장르              |
| ------------------------------------------- | ---- | -------------------- | ----------------- |
| 동키콩                                      | 1981 | 아케이드             | 플랫포머 (2D)     |
| 동키콩                                      | 1982 | 게임 & 워치          | 플랫포머 (2D)     |
| 동키콩                                      | 1982 | 인텔리비전           | 플랫포머 (2D)     |
| 동키콩                                      | 1982 | 콜레코비전           | 플랫포머 (2D)     |
| 동키콩                                      | 1982 | 아타리 2600          | 플랫포머 (2D)     |
| 동키콩                                      | 1982 | TRS-80 컬러 컴퓨터   | 플랫포머 (2D)     |
| 동키콩                                      | 1983 | 아타리 8비트         | 플랫포머 (2D)     |
| 동키콩                                      | 1983 | TI-99/4A             | 플랫포머 (2D)     |
| 동키콩                                      | 1983 | IBM PC Booter        | 플랫포머 (2D)     |
| 동키콩                                      | 1983 | 코모도어 64          | 플랫포머 (2D)     |
| 동키콩                                      | 1983 | 코모도어 VIC-20      | 플랫포머 (2D)     |
| 동키콩                                      | 1983 | 패미컴               | 플랫포머 (2D)     |
| 동키콩                                      | 1986 | MSXi                 | 플랫포머 (2D)     |
| 동키콩                                      | 1986 | ZX 스펙트럼          | 플랫포머 (2D)     |
| 동키콩                                      | 1986 | 암스트래드 CPC       | 플랫포머 (2D)     |
| 동키콩                                      | 1988 | 아타리 7800          | 플랫포머 (2D)     |
| 동키콩                                      | 1988 | 패미컴 디스크 시스템 | 플랫포머 (2D)     |
| 동키콩                                      | 1994 | 게임보이             | 플랫포머 (2D)     |
| 동키콩 Jr.                                  | 1982 | 아케이드             | 플랫포머 (2D)     |
| 동키콩 Jr.                                  | 1982 | 아타리 2600          | 플랫포머 (2D)     |
| 동키콩 Jr.                                  | 1982 | 콜레코비전           | 플랫포머 (2D)     |
| 동키콩 Jr.                                  | 1982 | 코모도어 VIC-20      | 플랫포머 (2D)     |
| 동키콩 Jr.                                  | 1982 | BBC 마이크로         | 플랫포머 (2D)     |
| 동키콩 Jr.                                  | 1983 | 아타리 8비트         | 플랫포머 (2D)     |
| 동키콩 Jr.                                  | 1983 | 패미컴               | 플랫포머 (2D)     |
| 동키콩 Jr.                                  | 1986 | 아타리 7800          | 플랫포머 (2D)     |
| 동키콩 Jr.                                  | 1988 | 패미컴 디스크 시스템 | 플랫포머 (2D)     |
| 동키콩 Jr.                                  | 2002 | e 리더               | 플랫포머 (2D)     |
| 동키콩 Jr.                                  | 1982 | 게임 & 워치          | 플랫포머 (2D)     |
| 동키콩 II                                   | 1982 | 게임 & 워치          | 플랫포머 (2D)     |
| Mario's Cement Factory                      | 1983 | 게임 & 워치          | 액션              |
| Mario's Bombs Away                          | 1983 | 게임 & 워치          | 액션              |
| 마리오브라더스                              | 1983 | 아케이드             | 플랫포머 (2D)     |
| 마리오브라더스                              | 1983 | 패미컴               | 플랫포머 (2D)     |
| 마리오브라더스                              | 1983 | 애플 II              | 플랫포머 (2D)     |
| 마리오브라더스                              | 1983 | 아타리 2600          | 플랫포머 (2D)     |
| 마리오브라더스                              | 1983 | 아타리 5200          | 플랫포머 (2D)     |
| 마리오브라더스                              | 1983 | 암스트래드 CPC       | 플랫포머 (2D)     |
| 마리오브라더스                              | 1983 | 게임 & 워치          | 액션              |
| 마리오브라더스 (아타리소프트)               | 1984 | 코모도어 64          | 플랫포머 (2D)     |
| 마리오브라더스                              | 1984 | ZX Spectrum          | 플랫포머 (2D)     |
| 마리오브라더스 스페셜                       | 1984 | NEC PC-8801          | 플랫포머 (2D)     |
| 펀치볼 마리오브라더스                       | 1984 | NEC PC-8801          | 플랫포머 (2D)     |
| 마리오브라더스                              | 1986 | 아타리 7800          | 플랫포머 (2D)     |
| 마리오브라더스 (오션 소프트웨어)            | 1986 | 코모도어 64          | 플랫포머 (2D)     |
| 마리오브라더스                              | 1988 | 아타리 8비트         | 플랫포머 (2D)     |
| 동키콩 서커스                               | 1984 | 게임 & 워치          | 액션              |
| 동키콩 하키                                 | 1984 | 게임 & 워치          | 스포츠            |
| 테니스                                      | 1984 | 패미컴               | 스포츠 (테니스)   |
| Vs. 테니스                                  | 1984 | 아케이드             | 스포츠 (테니스)   |
| 테니스                                      | 1986 | 패미컴 디스크 시스템 | 스포츠 (테니스)   |
| 핀볼                                        | 1984 | 패미컴               | 핀볼              |
| Vs. 핀볼                                    | 1984 | 아케이드             | 핀볼              |
| 핀볼                                        | 1989 | 패미컴 디스크 시스템 | 핀볼              |
| 골프                                        | 1984 | 패미컴               | 스포츠 (골프)     |
| Vs. 골프                                    | 1984 | 아케이드             | 스포츠 (골프)     |
| 골프                                        | 1986 | 패미컴 디스크 시스템 | 스포츠 (골프)     |
| 레킹 크루                                   | 1985 | 패미컴               | 액션              |
| Vs. 레킹 크루                               | 1985 | 아케이드             | 액션              |
| 레킹 크루                                   | 1989 | 패미컴 디스크 시스템 | 액션              |
| 슈퍼 마리오브라더스                         | 1985 | 패미컴               | 플랫포머 (2D)     |
| Vs. 슈퍼 마리오브라더스                     | 1986 | 아케이드             | 플랫포머 (2D)     |
| 슈퍼 마리오브라더스                         | 1986 | 패미컴 디스크 시스템 | 플랫포머 (2D)     |
| 슈퍼 마리오브라더스 스페셜                  | 1986 | NEC PC-8801          | 플랫포머 (2D)     |
| 슈퍼 마리오브라더스                         | 1986 | 게임 & 워치          | 플랫포머 (2D)     |
| 슈퍼 마리오브라더스 The Lost Levels         | 1986 | 패미컴 디스크 시스템 | 플랫포머 (2D)     |
| I am a Teacher: Super Mario Sweater         | 1986 | 패미컴 디스크 시스템 | 교육용            |
| I am a Teacher: Super Mario Sweater         | 1988 | PC                   | 교육용            |
| 올 나이트 닛폰 슈퍼 마리오브라더스          | 1986 | 패미컴 디스크 시스템 | 플랫포머 (2D)     |
| 패미컴 그랑프리 F1 레이스                   | 1987 | 패미컴 디스크 시스템 | 레이싱            |
| 마리오브라더스 II                           | 1987 | 코모도어 64          | 액션              |
| 펀치아웃!!                                  | 1987 | 패미컴               | 스포츠            |
| 슈퍼 마리오브라더스 2                       | 1988 | 패미컴               | 플랫포머 (2D)     |
| 패미컴 그랑프리 II 3D 핫 랠리               | 1988 | 패미컴 디스크 시스템 | 레이싱            |
| 슈퍼 마리오브라더스 3                       | 1988 | 패미컴               | 플랫포머 (2D)     |
| 돌아온 마리오브라더스                       | 1988 | 패미컴 디스크 시스템 | 플랫포머 (2D)     |
| 테트리스                                    | 1988 | 패미컴               | 퍼즐              |
| 앨리웨이                                    | 1989 | 게임보이             | 액션              |
| 베이스볼                                    | 1989 | 게임보이             | 스포츠 (야구)     |
| 슈퍼 마리오 랜드                            | 1989 | 게임보이             | 플랫포머 (2D)     |
| 테니스                                      | 1989 | 게임보이             | 스포츠 (테니스)   |
| 테트리스                                    | 1989 | 게임보이             | 퍼즐              |
| 골프                                        | 1989 | 게임보이             | 스포츠 (골프)     |
| 슈퍼 마리오브라더스                         | 1989 | 넬스닉 게임 워치     | 플랫포머 (2D)     |
| 슈퍼 마리오브라더스 2                       | 1989 | 넬스닉 게임 워치     | 플랫포머 (2D)     |
| QIX                                         | 1990 | 게임보이             | 퍼즐              |
| 닥터마리오                                  | 1990 | 패미컴               | 퍼즐              |
| 닥터마리오                                  | 1990 | 게임보이             | 퍼즐              |
| Vs. 닥터마리오                              | 1990 | 아케이드             | 퍼즐              |
| F1 레이스                                   | 1990 | 게임보이             | 레이싱            |
| 슈퍼 마리오 월드                            | 1990 | 슈퍼 패미컴          | 플랫포머 (2D)     |
| 슈퍼 마리오브라더스 3                       | 1990 | 넬스닉 게임 워치     | 플랫포머 (2D)     |
| 마리오 오픈 골프                            | 1991 | 패미컴               | 스포츠 (골프)     |
| 슈퍼 마리오브라더스 4                       | 1991 | 넬스닉 게임 워치     | 플랫포머 (2D)     |
| 마리오 티치스 타이핑                        | 1991 | PC                   | 교육용            |
| Super Mario Bros. & Friends: When I Grow Up | 1991 | PC                   | 아트 게임/논게임  |
| Mario the Juggler                           | 1991 | 게임 & 워치          | 액션              |
| 요시의 알                                   | 1991 | 게임보이             | 퍼즐              |
| 요시의 알                                   | 1991 | 패미컴               | 퍼즐              |
| 마리오 이즈 미싱!                           | 1992 | PC                   | 교육용            |
| 마리오 이즈 미싱!                           | 1992 | 슈퍼 패미컴          | 교육용            |
| 슈퍼 마리오 카트                            | 1992 | 슈퍼 패미컴          | 레이싱            |
| 슈퍼 스코프 6                               | 1992 | 슈퍼 패미컴          | 액션              |
| 마리오 페인트                               | 1992 | 슈퍼 패미컴          | 아트 게임/논게임  |
| 요시의 쿠키                                 | 1992 | 패미컴               | 퍼즐              |
| 요시의 쿠키                                 | 1992 | 게임보이             | 퍼즐              |
| 슈퍼 마리오 레이스                          | 1992 | 넬스닉 게임 워치     | 레이싱            |
| 슈퍼 마리오 랜드 2 6개의 금화               | 1992 | 게임보이             | 플랫포머 (2D)     |
| 마리오의 타임 머신                          | 1993 | PC                   | 교육용            |
| 마리오의 타임 머신                          | 1993 | 슈퍼 패미컴          | 교육용            |
| 마리오 이즈 미싱!                           | 1993 | 패미컴               | 교육용            |
| 마리오 & 와리오                             | 1993 | 슈퍼 패미컴          | 액션              |
| 슈퍼 마리오 컬렉션                          | 1993 | 슈퍼 패미컴          | 플랫포머 (2D)     |
| Mario's Early Years! Fun with Letters       | 1993 | 슈퍼 패미컴          | 교육용            |
| Mario's Early Years: Fun with Numbers       | 1993 | 슈퍼 패미컴          | 교육용            |
| Mario's Early Years: Preschool Fun          | 1993 | 슈퍼 패미컴          | 교육용            |
| 요시의 쿠키                                 | 1993 | 슈퍼 패미컴          | 퍼즐              |
| 요시의 로드헌팅                             | 1993 | 슈퍼 패미컴          | 레일 슈터         |
| 테트리스 & 닥터마리오                       | 1994 | 슈퍼 패미컴          | 퍼즐              |
| 슈퍼 마리오 랜드 3:와리오 랜드              | 1994 | 게임보이             | 플랫포머 (2D)     |
| Mario's Playschool                          | 1994 | PC                   | 교육용            |
| 마리오의 타임 머신                          | 1994 | 패미컴               | 교육용            |
| 호텔 마리오                                 | 1994 | CD-i                 | 교육용            |
| 슈퍼 마리오 올스타즈 + 슈퍼 마리오 월드     | 1994 | 슈퍼 패미컴          | 플랫포머 (2D)     |
| 동키콩                                      | 1994 | 넬스닉 게임 워치     | 플랫포머 (2D)     |
| 동키콩 컨트리 2                             | 1995 | 슈퍼 패미컴          | 플랫포머 (2D)     |
| 슈퍼 마리오 요시 아일랜드                   | 1995 | 슈퍼 패미컴          | 플랫포머 (2D)     |
| 마리오의 게임 갤러리                        | 1995 | PC                   | 보드게임          |
| UNDAKE30 Same Game                          | 1995 | 사테라뷰             | 퍼즐              |
| 익사이트바이크 붕붕 마리오 배틀 스타디움    | 1995 | 사테라뷰             | 레이싱            |
| BS 슈퍼 마리오 USA 파워 챌린지              | 1995 | 사테라뷰             | 플랫포머 (2D)     |
| 마리오의 피크로스                           | 1995 | 게임보이             | 퍼즐              |
| 마리오의 슈퍼 피크로스                      | 1995 | 슈퍼 패미컴          | 퍼즐              |
| 마리오스 테니스                             | 1995 | 버추얼 보이          | 스포츠 (테니스)   |
| 마리오 클래시                               | 1995 | 버추얼 보이          | 플랫포머 (3D)     |
| 마리오 티치스 타이핑 2                      | 1996 | PC                   | 교육용            |
| 슈퍼 마리오 64                              | 1996 | 닌텐도 64            | 플랫포머 (3D)     |
| 마리오 카트 64                              | 1996 | 닌텐도 64            | 레이싱            |
| 슈퍼 마리오 RPG                             | 1996 | 슈퍼 패미컴          | RPG               |
| 마리오 페인트 BS판                          | 1997 | 사테라뷰             | 아트 게임/논게임  |
| 닥터마리오 BS판                             | 1997 | 사테라뷰             | 퍼즐              |
| 게임보이 갤러리                             | 1997 | 게임보이             | 미니게임 모음     |
| 게임보이 갤러리 2                           | 1997 | 게임보이             | 미니게임 모음     |
| 요시 스토리                                 | 1998 | 닌텐도 64            | 플랫포머 (2D)     |
| 마리오의 포토피                             | 1998 | 닌텐도 64            | 아트 게임/논게임  |
| 레킹 크루 '98                               | 1998 | 사테라뷰             | 액션              |
| 슈퍼 마리오브라더스 디럭스                  | 1998 | 게임보이 컬러        | 플랫포머 (2D)     |
| 마리오 골프 64                              | 1998 | 닌텐도 64            | 스포츠 (골프)     |
| 마리오 파티                                 | 1998 | 닌텐도 64            | 파티              |
| 마리오 파티 2                               | 1999 | 닌텐도 64            | 파티              |
| 대난투 스매시브라더스                       | 1999 | 닌텐도 64            | 대전 격투         |
| 게임보이 갤러리 3                           | 1999 | 게임보이 컬러        | 미니게임 모음     |
| 마리오 골프 GB                              | 1999 | 게임보이 컬러        | 스포츠 (골프)     |
| 마리오 아티스트 페인트 스튜디오             | 1999 | 64DD                 | 아트 게임/논게임  |
| 동키콩 64                                   | 1999 | 닌텐도 64            | 플랫포머 (3D)     |
| 마리오 아티스트 탤런트 스튜디오             | 2000 | 64DD                 | 아트 게임/논게임  |
| 마리오 아티스트 커뮤니케이션 키트           | 2000 | 64DD                 | 아트 게임/논게임  |
| 마리오 아티스트 폴리곤 스튜디오             | 2000 | 64DD                 | 아트 게임/논게임  |
| 마리오 테니스 64                            | 2000 | 닌텐도 64            | 스포츠 (테니스)   |
| 마리오 스토리                               | 2000 | 닌텐도 64            | RPG               |
| 마리오 파티 3                               | 2000 | 닌텐도 64            | 파티              |
| 동물의 숲                                   | 2001 | 닌텐도 64            | 생활 시뮬레이션   |
| 동물의 숲+/Animal Crossing                  | 2001 | 게임큐브             | 생활 시뮬레이션   |
| 닥터마리오 64                               | 2001 | 닌텐도 64            | 퍼즐              |
| 루이지 맨션                                 | 2001 | 게임큐브             | 액션 어드벤처     |
| 대난투 스매시브라더스 DX                    | 2001 | 게임큐브             | 대전 격투         |
| 마리오 테니스 GB                            | 2001 | 게임보이 컬러        | 스포츠 (테니스)   |
| 마리오 카트 어드밴스                        | 2001 | 게임보이 어드밴스    | 레이싱            |
| 슈퍼 마리오 어드밴스                        | 2001 | 게임보이 어드밴스    | 플랫포머 (2D)     |
| 슈퍼 마리오 어드밴스 2                      | 2001 | 게임보이 어드밴스    | 플랫포머 (2D)     |
| 슈퍼 마리오 선샤인                          | 2002 | 게임큐브             | 플랫포머 (3D)     |
| 마리오 파티 4                               | 2002 | 게임큐브             | 파티              |
| 슈퍼 마리오 어드밴스 3                      | 2002 | 게임보이 어드밴스    | 플랫포머 (2D)     |
| 게임보이 갤러리 4                           | 2002 | 게임보이 어드밴스    | 미니게임 모음     |
| 마리오 파티 5                               | 2003 | 게임큐브             | 파티              |
| 마리오 카트 더블 대시!!                     | 2003 | 게임큐브             | 레이싱            |
| 마리오 골프 패밀리 투어                     | 2003 | 게임큐브             | 스포츠 (골프)     |
| 닌텐도 퍼즐 컬렉션                          | 2003 | 게임큐브             | 퍼즐              |
| 슈퍼 마리오 어드밴스 4                      | 2003 | 게임보이 어드밴스    | 플랫포머 (2D)     |
| 마리오&루이지 RPG                           | 2003 | 게임보이 어드밴스    | RPG               |
| 페이퍼 마리오 RPG                           | 2004 | 게임큐브             | RPG               |
| 패미컴 미니: 슈퍼 마리오브라더스            | 2004 | 게임보이 어드밴스    | 플랫포머 (2D)     |
| 패미컴 미니: 동키콩                         | 2004 | 게임보이 어드밴스    | 플랫포머 (2D)     |
| 패미컴 미니: 마리오브라더스                 | 2004 | 게임보이 어드밴스    | 플랫포머 (2D)     |
| 패미컴 미니: 레킹 크루                      | 2004 | 게임보이 어드밴스    | 액션              |
| 패미컴 미니: 닥터마리오                     | 2004 | 게임보이 어드밴스    | 퍼즐              |
| 패미컴 미니: 슈퍼 마리오브라더스 2          | 2004 | 게임보이 어드밴스    | 플랫포머 (2D)     |
| 마리오 파티 6                               | 2004 | 게임큐브             | 파티              |
| 마리오 파워 테니스                          | 2004 | 게임큐브             | 스포츠 (테니스)   |
| 마리오 vs. 동키콩                           | 2004 | 게임보이 어드밴스    | 플랫포머 (2D)     |
| 마리오 골프 GBA 투어                        | 2004 | 게임보이 어드밴스    | 스포츠 (골프)     |
| 마리오 핀볼 랜드                            | 2004 | 게임보이 어드밴스    | 핀볼              |
| 슈퍼 마리오 64 DS                           | 2004 | 닌텐도 DS            | 플랫포머 (3D)     |
| 역만 DS                                     | 2004 | 닌텐도 DS            | 보드게임 (마작)   |
| NBA 스트리트 V3                             | 2005 | 게임큐브             | 스포츠 (농구)     |
| 슈퍼 마리오 스타디움 미라클 베이스볼        | 2005 | 게임큐브             | 스포츠 (야구)     |
| 댄스 댄스 레볼루션 마리오 믹스              | 2005 | 게임큐브             | 음악 게임         |
| SSX 온 투어                                 | 2005 | 게임큐브             | 스포츠 (스노보딩) |
| 마리오 카트 DS                              | 2005 | 닌텐도 DS            | 레이싱            |
| 마리오 파티 7                               | 2005 | 게임큐브             | 파티              |
| 슈퍼 마리오 스트라이커                      | 2005 | 게임큐브             | 스포츠 (축구)     |
| 마리오&루이지 RPG 시간의 파트너             | 2005 | 닌텐도 DS            | RPG               |
| 캐치! 터치! 요시!                           | 2005 | 닌텐도 DS            | 플랫포머 (2D)     |
| 마리오 파티 어드밴스                        | 2005 | 게임보이 어드밴스    | 파티              |
| 마리오 스토리                               | 2005 | 게임보이(?)          | RPG               |
| 마리오 테니스 어드밴스                      | 2005 | 게임보이 어드밴스    | 스포츠 (테니스)   |
| 닥터마리오 & 패널로 퐁                      | 2005 | 게임보이 어드밴스    | 퍼즐              |
| 요시의 만유인력                             | 2005 | 게임보이 어드밴스    | 플랫포머 (2D)     |
| 마리오 카트 아케이드 GP                     | 2005 | 아케 이드\|\|레이싱  |                   |
| 슈퍼 프린세스 피치                          | 2006 | 닌텐도 DS            | 플랫포머 (2D)     |
| 뉴 슈퍼 마리오브라더스                      | 2006 | 닌텐도 DS            | 플랫포머 (2D)     |
| 마리오 농구 3 on 3                          | 2006 | 닌텐도 DS            | 스포츠 (농구)     |
| 마리오 vs. 동키콩 2 미니미니 대행진!        | 2006 | 닌텐도 DS            | 플랫포머 (2D)     |
| 요시 아일랜드 DS                            | 2006 | 닌텐도 DS            | 플랫포머 (2D)     |
| 테트리스 DS                                 | 2006 | 닌텐도 DS            | 퍼즐              |
| 슈퍼 페이퍼 마리오                          | 2007 | Wii                  | RPG               |
| 마리오 파티 8                               | 2007 | Wii                  | 파티              |
| 마리오 파워 사커                            | 2007 | Wii                  | Sports            |
| 마리오와 소닉 베이징 올림픽                 | 2007 | Wii                  | 스포츠 (올림픽)   |
| 마리오와 소닉 베이징 올림픽                 | 2007 | 닌텐도 DS            | 스포츠 (올림픽)   |
| 슈퍼 마리오 Wii 갤럭시 어드벤처             | 2007 | Wii                  | 플랫포머 (3D)     |
| 마리오 파티 DS                              | 2007 | 닌텐도 DS            | 파티              |
| 이타다키 스트리트 DS                        | 2007 | 닌텐도 DS            | 파티              |
| 마리오 카트 아케이드 GP 2                   | 2007 | 아케이드             | 레이싱            |
| 대난투 스매시브라더스 X                     | 2008 | Wii                  | 대전 격투         |
| 잠깐 닥터마리오                             | 2008 | 닌텐도 DSi           | 퍼즐              |
| 닥터마리오 & 세균박멸                       | 2008 | Wii                  | 퍼즐              |
| 마리오 카트 Wii                             | 2008 | Wii                  | 레이싱            |
| 게임 & 워치 컬렉션                          | 2008 | 닌텐도 DS            | 미니게임 모음     |
| 슈퍼 마리오 스타디움 패밀리 베이스볼        | 2008 | Wii                  | 스포츠            |
| 마리오 파워 테니스                          | 2009 | Wii                  | 스포츠 (테니스)   |
| 마리오와 소닉 밴쿠버 동계올림픽             | 2009 | Wii                  | 스포츠 (올림픽)   |
| 마리오와 소닉 밴쿠버 동계올림픽             | 2009 | 닌텐도 DS            | 스포츠 (올림픽)   |
| 뉴 슈퍼 마리오브라더스 Wii                  | 2009 | Wii                  | 플랫포머 (2D)     |
| 마리오&루이지 RPG 3 쿠파 몸속 대모험        | 2009 | 닌텐도 DS            | RPG               |
| 슈퍼 마리오 Wii 2 갤럭시 어드벤처           | 2010 | Wii                  | 플랫포머 (3D)     |
| 게임 & 워치 컬렉션 2                        | 2010 | 닌텐도 DS            | 미니게임 모음     |
| 슈퍼 마리오 25주년 스페셜 에디션            | 2010 | Wii                  | 플랫포머 (2D)     |
| 마리오 vs. 동키콩 돌격! 미니랜드            | 2010 | 닌텐도 DS            | 퍼즐              |
| 마리오 스포츠 믹스                          | 2010 | Wii                  | 스포츠            |
| 슈퍼 마리오 3D랜드                          | 2011 | 닌텐도 3DS           | 플랫포머 (3D)     |
| 마리오와 소닉 런던 올림픽                   | 2011 | Wii                  | 스포츠 (올림픽)   |
| 마리오 카트 7                               | 2011 | 닌텐도 3DS           | 레이싱            |
| 이타다키 스트리트 Wii                       | 2011 | Wii                  | 파티              |
| 마리오와 소닉 런던 올림픽                   | 2012 | 닌텐도 3DS           | 스포츠 (올림픽)   |
| 마리오 파티 9                               | 2012 | Wii                  | 파티              |
| 마리오 테니스 오픈                          | 2012 | 닌텐도 3DS           | 스포츠 (테니스)   |
| 뉴 슈퍼 마리오브라더스 2                    | 2012 | 닌텐도 3DS           | 플랫포머 (2D)     |
| 페이퍼 마리오 스티커 스타                   | 2012 | 닌텐도 3DS           | RPG               |
| 뉴 슈퍼 마리오브라더스 U                    | 2012 | Wii U                | 플랫포머 (2D)     |
| 루이지 맨션 다크 문                         | 2013 | 닌텐도 3DS           | 액션 어드벤처     |
| 마리오 카트 아케이드 GP DX                  | 2013 | 아케이드             | 레이싱            |
| 마리오&루이지 RPG 4 드림 어드벤처           | 2013 | 닌텐도 3DS           | RPG               |
| 마리오 & 동키콩 미니미니 카니발             | 2013 | 닌텐도 3DS           | 퍼즐              |
| 슈퍼 마리오 3D 월드                         | 2013 | Wii U                | 플랫포머 (3D)     |
| 마리오와 소닉 소치 동계올림픽               | 2013 | Wii U                | 스포츠 (올림픽)   |
| 마리오 파티 아일랜드 투어                   | 2013 | 닌텐도 3DS           | 파티              |
| 닥터 루이지                                 | 2013 | Wii U                | 퍼즐              |
| 패미컴 리믹스                               | 2013 | Wii U                | 미니게임 모음     |
| 패미컴 리믹스 2                             | 2014 | Wii U                | 미니게임 모음     |
| 마리오 골프 월드 투어                       | 2014 | 닌텐도 3DS           | 스포츠 (골프)     |
| 요시 NEW 아일랜드                           | 2014 | 닌텐도 3DS           | 플랫포머 (2D)     |
| 마리오 카트 8                               | 2014 | Wii U                | 레이싱            |
| 마리오 카트 8 디럭스                        | 2017 | 닌텐도 스위치        | 레이싱            |
| 전진! 키노피오대장                          | 2014 | Wii U                | 퍼즐              |
| 전진! 키노피오대장                          | 2018 | 닌텐도 스위치        | 퍼즐              |
| 전진! 키노피오대장                          | 2018 | 닌텐도 3DS           | 퍼즐              |
| 슈퍼 스매시브라더스 for 닌텐도 3DS          | 2014 | 닌텐도 3DS           | 대전 결투         |
| 슈퍼 스매시브라더스 for Wii U               | 2014 | Wii U                | 대전 결투         |
| 패미컴 리믹스 베스트 초이스                 | 2014 | 닌텐도 3DS           | 미니게임 모음     |
| 마리오 파티 10                              | 2015 | Wii U                | 파티              |
| 마리오 vs. 동키콩 모두 함께 미니랜드        | 2015 | Wii U                | 퍼즐              |
| 마리오 vs. 동키콩 모두 함께 미니랜드        | 2015 | 닌텐도 3DS           | 퍼즐              |
| 퍼즐앤드래곤 슈퍼 마리오브라더스 에디션     | 2015 | 닌텐도 3DS           | 퍼즐 RPG          |
| 닥터마리오 미라클 큐어                      | 2015 | 닌텐도 3DS           | 퍼즐              |
| 슈퍼 마리오 메이커                          | 2015 | Wii U                | 플랫포머 (2D)     |
| 마리오 테니스 울트라 스매시                 | 2015 | Wii U                | 스포츠 (테니스)   |
| 마리오&루이지 RPG 페이퍼 마리오 MIX         | 2015 | 닌텐도 3DS           | RPG               |
| 마리오와 소닉 리우 올림픽                   | 2016 | Wii U                | 스포츠 (올림픽)   |
| 마리오와 소닉 리우 올림픽                   | 2016 | 닌텐도 3DS           | 스포츠 (올림픽)   |
| 미니 마리오 & 프렌즈 아미보 챌린지          | 2016 | Wii U                | 퍼즐              |
| 미니 마리오 & 프렌즈 아미보 챌린지          | 2016 | 닌텐도 3DS           | 퍼즐              |
| 마인크래프트 Wii U 에디션                   | 2016 | Wii U                | 샌드박스          |
| 마인크래프트 닌텐도 스위치 에디션           | 2017 | 닌텐도 스위치        | 샌드박스          |
| 페이퍼 마리오 컬러 스플래시                 | 2016 | Wii U                | RPG               |
| 마리오 파티 스타 러시                       | 2016 | 닌텐도 3DS           | 파티              |
| 슈퍼 마리오 메이커 for 닌텐도 3DS           | 2016 | 닌텐도 3DS           | 플랫포머 (2D)     |
| 슈퍼 마리오 런                              | 2016 | iOS                  | 오토러닝          |
| 슈퍼 마리오 런                              | 2017 | 안드로이드           | 오토러닝          |
| 마리오 스포츠 슈퍼스타즈                    | 2017 | 닌텐도 3DS           | 스포츠            |
| 마리오 + 래비드 킹덤 배틀                   | 2017 | 닌텐도 스위치        | RPG               |
| 마리오&루이지 RPG 1 DX                      | 2017 | 닌텐도 3DS           | RPG               |
| 슈퍼 마리오 오디세이                        | 2017 | 닌텐도 스위치        | 플랫포머 (3D)     |
| 마리오 파티 100 미니게임 컬렉션             | 2017 | 닌텐도 3DS           | 파티              |
| 마리오 테니스 에이스                        | 2018 | 닌텐도 스위치        | 스포츠 (테니스)   |
| 슈퍼 마리오 파티                            | 2018 | 닌텐도 스위치        | 파티              |
| 슈퍼 스매시브라더스 얼티밋                  | 2018 | 닌텐도 스위치        | 대전 결투         |
| 마리오&루이지 RPG 3 DX                      | 2018 | 닌텐도 3DS           | RPG               |
| 뉴 슈퍼 마리오브라더스 U 디럭스             | 2019 | 닌텐도 스위치        | 플랫포머 (2D)     |
| 닥터마리오 월드                             | 2019 | iOS                  | 퍼즐              |
| 닥터마리오 월드                             | 2019 | 안드로이드           | 퍼즐              |
| 슈퍼 마리오 메이커 2                        | 2019 | 닌텐도 스위치        | 플랫포머          |
| 마리오 카트 투어                            | 2019 | iOS                  | 레이싱            |
| 마리오 카트 투어                            | 2019 | 안드로이드           | 레이싱            |
| 루이지 맨션 3                               | 2019 | 닌텐도 스위치        | 액션 어드벤처     |
| 마리오와 소닉 AT 2020 도쿄 올림픽           | 2019 | 닌텐도 스위치        | 스포츠 (올림픽)   |
| 페이퍼 마리오 종이접기 킹                   | 2020 | 닌텐도 스위치        | RPG               |
| 슈퍼 마리오 3D 컬렉션                       | 2020 | 닌텐도 스위치        | 3D 게임           |
| 마리오 골프 슈퍼 러시                       | 2021 | 닌텐도 스위치        | 3D게임            |

## 같이 보기
- 마리오 시리즈의 등장인물 목록